# جیکوب بلک
جیکوب «جیک» بلک یک شخصیت خیالی در مجموعه رمان گرگ‌ومیش اثر استفانی مایر است که یک گرگینه می‌باشد. وی به عنوان شخصیتی بومی آمریکا که در لاپوش، فورکس، واشینگتن زندگی می‌کند تصویر شده‌است. وی عاشق بلا سوان می‌شود ولی بلا ادوارد کالن را به وی ترجیح می‌دهد. در سری فیلم‌های گرگ‌ومیش، این شخصیت توسط تیلور لاتنر بازی شده‌است.